# غبيراء وسيطة
الغبيراء الوسيطة (باللاتينية: Sorbus x intermedia) نوع نباتي شجري يتبع جنس الغبيراء من الفصيلة الوردية.
تنتشر في شمال أوروبا من جنوب السويد وفنلندا والدنمارك وشمال بولندا إلى دول البلطيق.